# Heloderma suspectum cinctum
Heloderma suspectum cinctum is een ondersoort van het gilamonster (Heloderma suspectum), dat behoort tot de familie korsthagedissen (Helodermatidae).
De wetenschappelijke naam van de ondersoort werd voor het eerst voorgesteld door Bogert &Martin del Campo in 1956.
De ondersoort kenmerkt zich door een duidelijk gebandeerd patroon van roze tot oranjegele vlekken in vergelijking met de enige andere ondersoort van het gilamonster; Heloderma suspectum suspectum. De ondersoort wordt in andere talen wel met gebandeerd gilamonster aangeduid.